# یوهان نپوموک فون‌فوکس
یوهان نپوموک فون‌فوکس (آلمانی: Johann Nepomuk von Fuchs؛ ۱۵ مهٔ ۱۷۷۴ – ۵ مارس ۱۸۵۶) یک شیمی‌دان اهل آلمان بود.